# Charles Macintosh

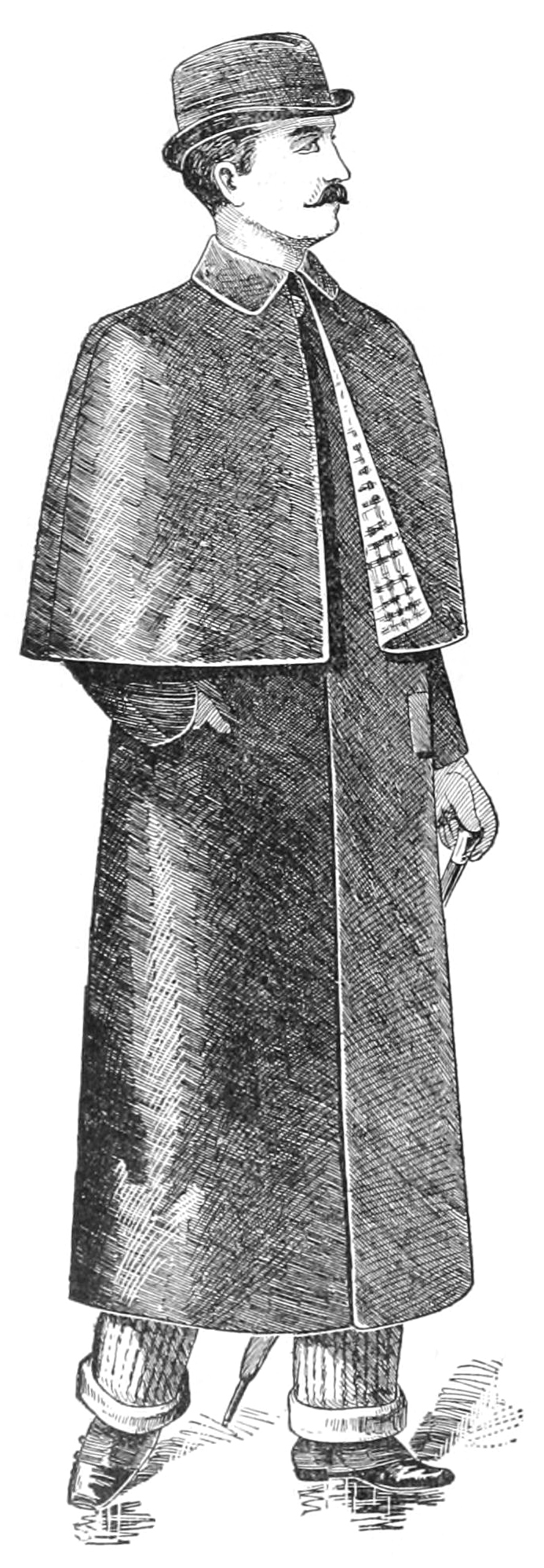
Impermeable Mackintosh de 1893.

Charles Macintosh (Glasgow, 29 de diciembre de 1766 - 25 de julio de 1843) fue un químico británico, inventor de la prenda de vestir resistente al agua: el impermeable. El abrigo impermeable Mackintosh se nombró así en su honor (es de resaltar que incluye la letra k).

## Biografía
Charles Macintosh nació en la ciudad de Glasgow, donde tuvo su primer trabajo como empleado en una oficina de atención al público. Durante su juventud reservó siempre algún tiempo al estudio de la ciencia, particularmente de la química y cuando tenía veinte años, abandonó su trabajo de empleado para dedicarse a la fabricación de productos químicos. En este campo pronto tuvo bastante éxito, llegando a desarrollar algunos procesos químicos nuevos. Sus experimentos con alquitrán y nafta permitieron la invención de tejidos resistentes al agua, impermeables.
La esencia de su patente se fundamentaba en la unión de dos gruesas capas de tela soldadas entre sí mediante otra de caucho (goma natural), conseguido al hacer soluble el caucho con la nafta. Debido a sus numerosos descubrimientos en el área de la química fue nombrado miembro de la Royal Society en 1823.
Charles Macintosh patentó su invento para la ropa impermeable en el año 1823 (Pat. n.º 4804), y la primera prenda impermeable de vestir, que denominó Mackintosh, se convirtió en parte de la producción de lo que sería en el futuro su fábrica textil familiar, denominada Charles Macintosh and Co. of Glasgow. El impermeable Mackintosh se empleó posteriormente en la expedición ártica de Sir John Franklin (1824) y por el ejército británico.
En 1830 la compañía de Macintosh se fusionó con otra del mismo sector textil, propiedad del científico Thomas Hancock en Mánchester. Ambos se conocieron debido a que Hancock también había experimentado con el caucho en los textiles dedicados a prendas de vestir desde el año 1819, fecha en la que creó la fábrica que se uniera a la de Macintosh. 
Macintosh emprendió otras factorías, como por ejemplo la que abrió en el año 1809 dedicada a la fabricación de levadura, y que no tuvo éxito debido a la oposición global de los elaboradores de cerveza de Londres.